# Wereldkampioenschappen moderne vijfkamp 2005
De wereldkampioenschappen moderne vijfkamp 2005 werden gehouden in Warschau in Polen.

## Medailles

### Mannen
| Onderdeel   | Goud | Goud                                                 | Zilver | Zilver                                             | Brons | Brons                                         |
| ----------- | ---- | ---------------------------------------------------- | ------ | -------------------------------------------------- | ----- | --------------------------------------------- |
| Individueel | CHN  | Qian Zhenhua                                         | RUS    | Aleksej Toerkin                                    | RUS   | Andrej Moisejev                               |
| Team        | RUS  | Aleksej Toerkin Andrej Moisejev Roestem Sabirchoezin | CZE    | Libor Capalini Michal Michalík Michal Sedlecký     | GER   | Sebastian Dietz Steffen Gebhardt Eric Walther |
| Estafette   | HUN  | Ákos Kállai Sándor Fülep Viktor Horváth              | RUS    | Aleksej Toerkin Roestem Sabirchoezin Pavel Sazonov | CZE   | Libor Capalini Michal Michalík David Svoboda  |

### Vrouwen
| Onderdeel   | Goud | Goud                                                           | Zilver | Zilver                                                 | Brons | Brons                                              |
| ----------- | ---- | -------------------------------------------------------------- | ------ | ------------------------------------------------------ | ----- | -------------------------------------------------- |
| Individueel | ITA  | Claudia Corsini                                                | HUN    | Zsuzsanna Vörös                                        | LAT   | Jeļena Rubļevska                                   |
| Team        | RUS  | Ljoedmila Sirotkina Tatjana Moeratova Jevdokia Gretsjisjnikova | HUN    | Zsuzsanna Vörös Adrienn Szathmáry Csilla Füri          | POL   | Edyta Małoszyc Paulina Boenisz Sylwia Czwojdzińska |
| Estafette   | GER  | Kim Raisner Lena Schöneborn Elena Reiche                       | RUS    | Tatjana Moeratova Ljoedmila Sirotkina Olesja Velitsjko | ITA   | Claudia Corsini Sara Bertoli Alessia Pieretti      |

### Medaillespiegel
| Plaats | Land      | Goud | Zilver | Brons | Totaal |
| 1      | Rusland   | 2    | 3      | 1     | 6      |
| 2      | Hongarije | 1    | 2      | 0     | 3      |
| 3      | Duitsland | 1    | 0      | 1     | 2      |
|        | Italië    | 1    | 0      | 1     | 2      |
| 5      | Polen     | 1    | 0      | 0     | 1      |
| 6      | Tsjechië  | 0    | 1      | 1     | 2      |
| 7      | Litouwen  | 0    | 0      | 1     | 1      |
|        | Polen     | 0    | 0      | 1     | 1      |
| Totaal | Totaal    | 6    | 6      | 6     | 18     |